# Я тебе люблю (сингл)
Я тебе люблю — сингл українського рок-гурту СКАЙ, записаний для участі у відборі представника від України на Євробаченні 2017 року, що проходив у Києві. 
Сингл було записано у двох версіях: українською та англійською мовами. Англомовна версія називається «All my love for you».

## Про сингл
До роботи над музичним твором було залучено кілька додаткових спеціалістів. Зокрема, у записі взяв участь оркестр Національної телерадіокомпанії України у складі 37 чоловік та бек-вокалістка Даша Мінєєва.
Над англомовною версією синглу працювали саунд-продюсери Джон Хілл, Слава Макаркін, Таннер Спаркс та Сергій Шахов. Загалом робота над підготовкою і записом зайняла у музикантів майже 12 місяців. Одночасно із записом гурт займався виданням альбому «Нове життя» та організацією концертного туру на його підтримку.
Представника від України на пісенному конкурсі Євробачення 2017 буде визначено 25 лютого 2017 року. 
Слова і музику пісні написав Олег Собчук, слова для англомовної версії «All my love for you» написані Джон Хіллом. Українську версію було записано у Києві, а запис англійської здійснювався в одній з найкращих студій Чикаго «Pressure Studio» під керівництвом американського продюсера-музиканта Джона Хілла і саунд-продюсера Слави Макаркіна (Slamak Production). 
Над синглом музиканти працювали близько року. 

## Відео
13 липня 2017-го гурт представив музичне відео на сингл. У записі брав участь симфонічний оркестр, а саме відео було записано у двох версіях — англійською та українською мовами.